# سايكو شيمازو
سايكو شيمازو ( ولدت في 8 سبتمبر 1959 كاناغاوا (محافظة)، اليابان ) هي مؤدية أصوات يابانية.

## الأدوار
- ميدوري أوزاكي (الحلقة 90)؛ روري أوجو (الحلقة 305 و 306) في المحقق كونان
- لوسي في مغامرات نغم
- ماتيلدا في زهرة الجبل
- آبي في إينوياشا
- إيمي في البطل الذهبي
- كوداتشي كونو (نسرين) في ينبوع الأحلام
- راغونا في وادي الأمان

## وصلات خارجية
- سايكو شيمازو على موقع IMDb (الإنجليزية)
- سايكو شيمازو على موقع ميوزك برينز (الإنجليزية)
- سايكو شيمازو على موقع قاعدة بيانات الفيلم (الإنجليزية)
- سايكو شيمازو على موقع كينوبويسك (الروسية)
- سايكو شيمازو على موقع ANN person (الإنجليزية)

http://www.animenewsnetwork.com/encyclopedia/people.php?id=1582